# Morris
Morris je priimek več oseb:
- Herbert Edwin Abrahall Morris, britanski general
- Edwin Logie Morris, britanski general